# Fleur d'oseille
Pour plus de détails, voir Fiche technique et Distribution.
Fleur d'oseille est un film français de comédie, réalisé par Georges Lautner, sorti en 1967.

## Synopsis
Un malfrat poursuivi par la police est abattu quelques jours après avoir réalisé un braquage lui ayant rapporté quelques centaines de millions. Peu de temps plus tard, son épouse reçoit la visite des enquêteurs ainsi que de malfaiteurs concurrents.

## Fiche technique
- Titre : Fleur d'oseille
- Réalisation : Georges Lautner
- Assistants réalisateur : Robin Davis et Claude Vital
- Scénario : Marcel Jullian, Michel Audiard, Jean Meckert, d'après le roman Langes radieux (Editions Gallimard) de Jean Amila (pseudonyme de Jean Meckert)
- Dialogues : Michel Audiard
- Photographie : Maurice Fellous
- Montage : Michelle David assistée de Monique André
- Musique : Michel Magne
- Son : Louis Hochet assisté de Georges Vaglio
- Décors : Jean d'Eaubonne
- Cascades : Rémy Julienne
- Genre : Comédie, Film policier, Comédie policière
- Durée : 105 minutes
- Date de sortie :22 Septembre 1967

## Distribution
- Mireille Darc : Catherine
- Anouk Ferjac : Marité
- Maurice Biraud : le commissaire Verdier
- Amidou : Francis
- Henri Garcin : Jo de Fréjus
- André Pousse : Roza
- Paul Préboist : Gallière
- Ambra : Aïcha
- Micheline Luccioni : 1re salope
- Jacqueline Doyen : 2e salope
- Henri Cogan : Riton Godot
- Jean Luisi : un homme de Riton
- Marcel Gassouk : Roule-à-plat
- Renée Saint-Cyr : la directrice
- Cécile Vassort : Cécile
- Dominique Zardi : Jeannot-le-tondu
- Roger Mailles : le "Motard"
- Albert Padovani : Freddy-la-fiotte
- Jean Panisse : le pompiste
- Frédéric de Pasquale : Gasperi
- Fanny Robiane : l'assistante sociale
- Pierre Rosso : Dany-le-valseur
- Bob Sissa : le "Musicien"